# بديع الزمان فوروزانفر
بديع الزمان فوروزانْفَر (1318 - 1391 هـ / 1900 - 1971 م) هو أديب وشاعر، من أهل بشرويه الواقعة ضمن محافظة خراسان الجنوبية.

## اساتذه
أخذ عن عبد الجواد أديب النيسابوري بجامعة طهران. عمل مدرسًا بدار الفنون ودار المعلمين العالي، كما كان رئيس المكتبة الملكية.

## تلامذته
من تلامذته: عبد الحسين زرين كوب ومحمد رضا الشفيعي الكدكني وكريم أميري فيروز كوهي وسيمين دانيشفار.

## آثاره
من آثاره: شرح ديوان المولوي وكتابة سيره له (نقلها إلى العربية عيسى علي العاكوب) وتحقيق كتابه فيه ما فيه، وشرح ديوان العطار، إلى جانب كتب في الأدب الفارسي.